# Cyrtidula
Cyrtidula Minks (zbyrka) – rodzaj workowców z klasy Dothideomycetes. W Polsce występuje jeden gatunek.

## Systematyka i nazewnictwo
Pozycja w klasyfikacji według Index Fungorum: Incertae sedis, Incertae sedis, Incertae sedis, Dothideomycetes, Pezizomycotina, Ascomycota, Fungi. Rodzaj o nieokreślonej pozycji systematycznej.
Nazwa polska według W. Fałtynowicza.

## Niektóre gatunki
- Cyrtidula hippocastani (DC.) R.C. Harris 1995
- Cyrtidula larigna (Lambotte & Fautrey) Höhn. 1927
- Cyrtidula major (Nyl.) Vain. 1921
- Cyrtidula quercus (A. Massal.) Minks 1891 – zbyrka dębowa
- Cyrtidula subcembrina (Anzi) Minks 1900

Nazwy naukowe na podstawie Index Fungorum. Uwzględniono tylko taksony zweryfikowane. Nazwa polska według checklist W. Fałtynowicza.